# Renault 10/16 CV

Renault Type N (c)

Der Renault 10/16 CV war eine Pkw-Modellreihe des französischen Automobilherstellers Renault aus der Zeit vor dem Zweiten Weltkrieg. Dabei stand das CV für die Steuer-PS. Zu dieser Modellreihe gehörten:
- Renault Type N (c) (1902–1903)
- Renault Type Q (1903)